# John Pratt, 1.º Marquês Camden
John Jeffreys Pratt, 1.º Marquês Camden KG PC (11 de fevereiro de 1759 - 8 de outubro de 1840) foi um político britânico tory.
Em 1780 ele foi eleito membro do Parlamento por Bath e obteve o cargo de Teller of the Exchequer, no mesmo ano, um escritório lucrativo que ocupou até sua morte. Serviu sob o Conde de Shelburne como Lorde do Almirantado (1782-1783) e sob William Pitt (1783-1789) como o Lord do Tesouro (1789-1792).
Em 1793, ele foi empossado do Conselho Privado. Em 1794, ele sucedeu seu pai no condado de Camdem e no ano seguinte foi nomeado Lord-Lieutenant da Irlanda por Pitt. Em 1804 ele tornou-se Secretário de Estado da Guerra e das Colônias, e Lord President of the Council (1805-1806 e 1807-1812). Em 1812, ele foi criado conde de Brecon e Marquês Camden.
Ele também foi Lord-Lieutenant de Kent (1808-1840) e Chanceler da Universidade de Cambridge (1834-1840).